# Jean-Hugues Anglade
Jean-Hugues Anglade (Thouars, 29 luglio 1955) è un attore, regista e sceneggiatore francese.

## Biografia
Anglade si è fatto notare nel 1983 per l'interpretazione nel film L'uomo ferito di Patrice Chéreau, che gli ha valso la candidatura al Premio César per la migliore promessa maschile. È stato nuovamente candidato ai César per Subway (1985) di Luc Besson, Betty Blue (1986) di Jean-Jacques Beineix, per il quale ha vinto nel 1987 il Premio Jean Gabin, Notturno indiano (1989) di Alain Corneau, e si è poi aggiudicato il Premio César per il migliore attore non protagonista per La Regina Margot (1994) di Patrice Chéreau. Inoltre ha interpretato l'ambiguo rapinatore tossicodipendente Eric in Killing Zoe (1993) di Roger Avary. Nel 1996 ha partecipato al film Le affinità elettive dei fratelli Taviani.
Nel 1997 ha scritto e diretto Tonka, una commedia romantica nella quale figura anche come attore protagonista. Nel periodo 2008-2010 ha interpretato in quattro film per la tv il personaggio di Jean-Baptiste Adamsberg, il commissario di polizia protagonista dei romanzi della scrittrice francese Fred Vargas, ruolo che ha ripreso nel 2019 per un ulteriore episodio. Ha inoltre interpretato il comandante Eddy Caplan nel serial poliziesco televisivo Braquo (2009) ideato da Olivier Marchal.

## Vita privata
È stato fidanzato con Pamela Soo. Da una successiva relazione ha avuto due figli, nati nel 2001 e nel 2002. 
Il 21 agosto 2015 Anglade si trovava con i figli a bordo del treno Thalys che fu oggetto di un tentativo di attentato in cui un terrorista marocchino seminò il terrore con un fucile d'assalto e venne bloccato da due giovani militari statunitensi e da un loro amico; l'attore si ferì a una mano rompendo un vetro per azionare il dispositivo di emergenza (in un primo momento le agenzie di stampa avevano invece riportato che Anglade era stato colpito dal terrorista). Nonostante il suo coinvolgimento, non venne inserito come personaggio nel film Ore 15:17 - Attacco al treno, dedicato alla vicenda e diretto da Clint Eastwood nel 2018.

## Filmografia

### Attore

#### Cinema
- L'indiscrezione (L'Indiscrétion), regia di Pierre Lary (1982)
- Le Mur blanc, regia di Antoine Lacomblez - cortometraggio (1982)
- L'uomo ferito (L'Homme blessé), regia di Patrice Chéreau (1983)
- Mosse pericolose (La diagonale du fou), regia di Richard Dembo (1984)
- Subway, regia di Luc Besson (1985)
- Les Loups entre eux, regia di José Giovanni (1985)
- Betty Blue (37°2 le matin), regia di Jean-Jacques Beineix (1986)
- Voglia d'amare (Maladie d'amour), regia di Jacques Deray (1987)
- Notturno indiano (Nocturne indien), regia di Alain Corneau (1989)
- Nikita, regia di Luc Besson (1990)
- Notte d'estate in città (Nuit d'été en ville), regia di Michel Deville (1990)
- Gawin, regia di Arnaud Sélignac (1991)
- Episodio: Le chiese di legno di La domenica specialmente, regia di Francesco Barilli (1991)
- Jona che visse nella balena, regia di Roberto Faenza (1993)
- Killing Zoe, regia di Roger Avary (1993)
- Les Marmottes, regia di Élie Chouraqui (1993)
- La regina Margot (La Reine Margot), regia di Patrice Chéreau (1994)
- Dimmi di sì (Dis-moi oui...), regia di Alexandre Arcady (1995)
- Nelly e Mr. Arnaud (Nelly & Monsieur Arnaud), regia di Claude Sautet (1995)
- Les Menteurs, regia di Élie Chouraqui (1996)
- Le affinità elettive, regia di Paolo e Vittorio Taviani (1996)
- Maximum Risk, regia di Ringo Lam (1996)
- Innocents (Dark Summer), regia di Gregory Marquette (2000)
- En face, regia di Mathias Ledoux (2000)
- Le Prof, regia di Alexandre Jardin (2000)
- Princesses, regia di Sylvie Verheyde (2000)
- Mortel transfert, regia di Jean-Jacques Beineix (2001)
- Il più bel giorno della mia vita, regia di Cristina Comencini (2002)
- Sueurs, regia di Louis-Pascal Couvelaire (2002)
- Una vita nascosta (Laisse tes mains sur mes hanches), regia di Chantal Lauby (2003)
- È più facile per un cammello... (Il est plus facile pour un chameau...), regia di Valeria Bruni Tedeschi (2003)
- Identità violate (Taking Lives), regia di D.J. Caruso (2004)
- L'Anniversaire, regia di Diane Kurys (2005)
- Fata Morgana, regia di Simon Groß (2007)
- Shake Hands with the Devil, regia di Roger Spottiswoode (2007)
- La Face cachée, regia di Bernard Campan (2007)
- Borderline, regia di Lyne Charlebois (2008)
- Shanghai 1976, regia di Xueyang Hu (2008)
- Il prossimo tuo, regia di Anne Riitta Ciccone (2009)
- Villa Amalia, regia di Benoît Jacquot (2009)
- Persécution, regia di Patrice Chéreau (2009)
- Dans ton sommeil, regia di Caroline du Potet e Éric du Potet (2010)
- Le Marquis, regia di Dominique Farrugia (2011)
- Mineurs 27, regia di Tristan Aurouet (2011)
- Amitiés sincères, regia di Stéphan Archinard e François Prévôt-Leygonie (2012)
- Ritorno al crimine (L'Autre vie de Richard Kemp), regia di Germinal Alvarez (2013)
- The Ninth Cloud, regia di Jane Spencer (2014)
- Je suis un soldat, regia di Laurent Larivière (2015)
- Suburra, regia di Stefano Sollima (2015)
- 7 uomini a mollo (Le Grand Bain), regia di Gilles Lellouche (2018)
- Occhi blu, regia di Michela Cescon (2021)
- Alors on danse, regia di Michèle Laroque (2021)
- Supereroe per caso (Super-héros malgré lui), regia di Philippe Lacheau (2021)
- Vaincre ou mourir, regia di Paul Mignot e Vincent Mottez (2022)
- The Deep Dark (Gueules noires), regia di Mathieu Turi (2023)

#### Televisione
- Un comique né, regia di Michel Polac – film TV (1977)
- La colombe du Luxembourg, regia di Dominique Giuliani – film TV (1980)
- La peau de chagrin, regia di Michel Favart – film TV (1980)
- La randonnée, regia di Georges Régnier – film TV (1981)
- I Soprano (The Sopranos) – serie TV, episodio 4x06 (2002)
- Kein Himmel über Afrika, regia di Roland Suso Richter – film TV (2005)
- Gaspard le bandit, regia di Benoît Jacquot – film TV (2006)
- Fred Vargas: Crime Collection (Collection Fred Vargas) – serie TV, 6 episodi (2008-2019)
- John Adams, regia di Tom Hooper – miniserie TV, puntata 3 (2008)
- La double inconstance, regia di Carole Giacobbi – film TV (2009)
- Braquo – serie TV, 30 episodi (2009-2016)
- Capitaine Marleau – serie TV, episodio 2x04 (2018)
- Versailles – serie TV, episodi 3x07-3x08-3x09 (2018)

### Attore, regista e sceneggiatore
- Tonka (1997)

## Riconoscimenti
| Premio César | Premio César               | Premio César                     | Premio César    |
| Anno         | Titolo                     | Categoria                        | Risultato       |
| ------------ | -------------------------- | -------------------------------- | --------------- |
| 1984         | L'uomo ferito              | Miglior promessa maschile        | Candidato/a     |
| 1986         | Subway                     | Migliore attore non protagonista | Candidato/a     |
| 1987         | Betty Blue                 | Migliore attore protagonista     | Candidato/a     |
| 1990         | Notturno indiano           | Migliore attore protagonista     | Candidato/a     |
| 1995         | La Regina Margot           | Miglior attore non protagonista  | Vincitore/trice |
| 1996         | Nelly e Mr. Arnaud         | Miglior attore non protagonista  | Candidato/a     |
| 2010         | Persecution - Persecuzione | Miglior attore non protagonista  | Candidato/a     |

## Doppiatori italiani
Nelle versioni in italiano dei suoi lavori, Jean-Hugues Anglade è stato doppiato da:
- Massimo Lodolo in Killing Zoe, Una vita nascosta, 7 uomini a mollo
- Francesco Prando in La regina Margot, Dimmi di sì
- Fabrizio Pucci in Fred Vargas Crime Collection, Braquo
- Sandro Acerbo in Subway
- Gianni Giuliano in Betty Blue
- Massimo Giuliani in Nikita
- Mino Caprio in Jona che visse nella balena
- Vittorio Guerrieri in Nelly e Mr. Arnaud
- Antonio Sanna in Maximum Risk
- Roberto Pedicini in Le affinità elettive
- Luca Biagini in Identità violate
- Andrea Lavagnino in John Adams
- Fabrizio Temperini in Supereroe per caso
- Vittorio De Angelis in Betty Blue (ridoppiaggio)